# الجروبة (لودر)

تعديل مصدري - تعديل

الجروبة هي إحدى قرى عزلة زارة بمديرية لودر التابعة لمحافظة أبين، بلغ تعداد سكانها 213 نسمة حسب تعداد اليمن لعام 2004.